# Wereldkampioenschappen beachvolleybal 2022
De wereldkampioenschappen beachvolleybal 2022 werden van 10 tot en met 19 juni gehouden in de Italiaanse hoofdstad Rome. Het was de dertiende editie van het door de FIVB georganiseerde toernooi en de tweede keer – na 2011 – dat de kampioenschappen in Rome plaatsvinden. De wedstrijden werden net als in 2011 gespeeld in het Foro Italico.

## Opzet
In totaal namen 192 atleten deel aan de wereldkampioenschappen, verdeeld over 96 teams en twee toernooien. Bij zowel de mannen als de vrouwen deden er dus 48 tweetallen mee. Daarvan hadden 25 tweetallen per geslacht zich gekwalificeerd op basis van de wereldranglijst, inclusief twee teams uit Italië ongeacht hun plek op de ranglijst. Via de continentale kwalificatie plaatsten zich daarnaast twintig teams – vier per continentale bond. Tot slot zijn er per geslacht drie wildcards vergeven. Elk land mocht per toernooi maximaal vier teams afvaardigen, met uitzondering van het gastland waarvan zes tweetallen per geslacht mee mochten doen.
Voor beide hoofdtoernooien waren de 48 tweetallen vervolgens ingedeeld in twaalf groepen van vier. Gedurende de groepsfase werd er een round-robintoernooi gespeeld, waarbij de nummers één en twee van elke groep zich automatisch plaatsten voor de zestiende finale. De vier beste nummers drie gingen eveneens direct door naar de zestiende finale, terwijl de overige acht een tussenronde speelden voor de laatste vier plekken. Vanaf de zestiende finale werd er gespeeld volgens een systeem met rechtstreekse uitschakeling met een troostfinale om het brons.

## Medailles

### Medaillewinnaars
| Onderdeel | Goud | Goud                              | Zilver | Zilver                           | Brons | Brons                         |
| --------- | ---- | --------------------------------- | ------ | -------------------------------- | ----- | ----------------------------- |
| mannen    | NOR  | Anders Mol Christian Sørum        | BRA    | Renato Lima Vitor Felipe         | BRA   | André Loyola George Wanderley |
| vrouwen   | BRA  | Eduarda Santos Ana Patrícia Silva | CAN    | Sophie Bukovec Brandie Wilkerson | GER   | Svenja Müller Cinja Tillmann  |

### Medaillespiegel
| Plaats | Land      | Goud | Zilver | Brons | Totaal |
| 1      | Brazilië  | 1    | 1      | 1     | 3      |
| 2      | Noorwegen | 1    | 0      | 0     | 1      |
| 3      | Canada    | 0    | 1      | 0     | 1      |
| 4      | Duitsland | 0    | 0      | 1     | 1      |
| Totaal | Totaal    | 2    | 2      | 2     | 6      |